# Carl Ebner
Carl Ebner (Deggendorf, (Baviera), 6 de novembre, 1857 - idem. 30 de desembre, 1930), fou un compositor i violoncel·lista alemany.
Estudia a Múnic amb Joseph Werner. Fou músic de la cort, violoncel·lista, músic de cambra, virtuós de cambra, violoncel·lista, cantant popular, treballant a Múnic, Augsburg, Bayreuth, Halberstadt, Innsbruck, Karlsruhe, Nuremberg, Passau, Weimar, etc...